# Linton (Québec)
Pour les articles homonymes, voir Linton.

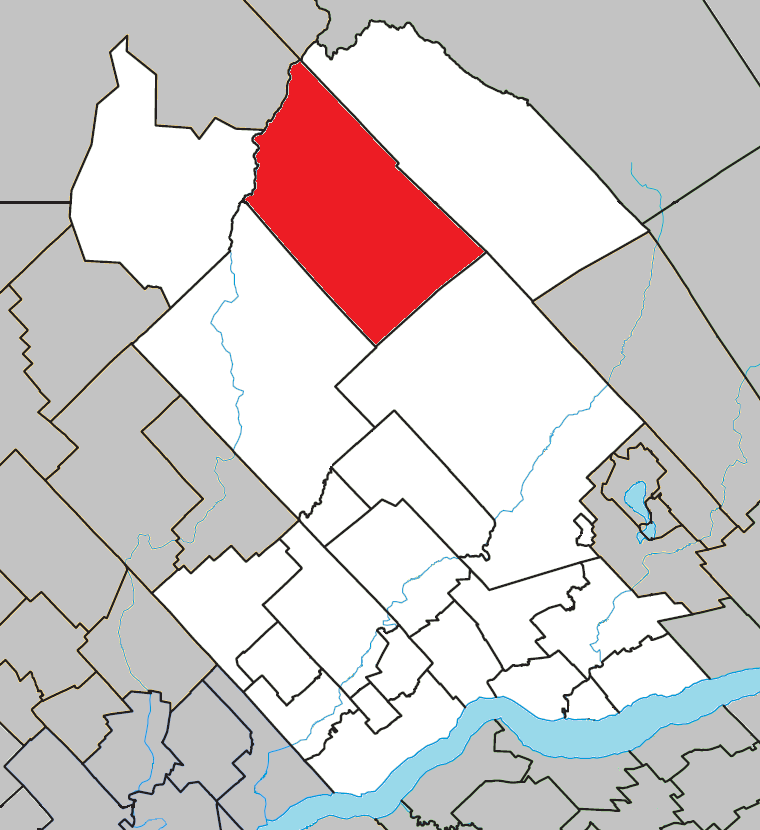

Linton est un territoire non organisé situé dans la municipalité régionale de comté de Portneuf, dans la région administrative de la Capitale-Nationale, au Québec, au Canada.

## Histoire
Le lieu-dit de Linton était jadis un arrêt ferroviaire comportant une petite gare le long du chemin de fer du Canadien National, situé à l'est de La Grosse île au milieu de la rivière Batiscan.

## Géographie
Ce territoire surtout forestier couvre 463,10 km2 sur la rive gauche de la rivière Batiscan qui en délimite le nord-ouest en coulant vers le sud-ouest.
À partir du lac La Salle, dans le nord-est, la rivière Miguick coule vers l'ouest jusqu'à sa confluence avec la rivière Batiscan.
À partir du lac des Aulnes, dans le centre-ouest, la rivière des Aulnes(d) coule vers le nord-ouest jusqu'à sa confluence avec la rivière Miguick.
La rivière Blanche traverse la municipalité de l'est vers le sud-ouest.
À partir du lac Cristal, dans le sud-est, la rivière à Pierre coule vers le sud-ouest.
À partir du lac à Pierre, dans le sud-est, la Petite rivière Batiscan coule vers le sud-ouest jusqu'au Petit lac Batiscan.
À partir du lac Drucilla, dans le sud-est, la rivière Sainte-Anne Ouest coule vers le sud-ouest.

## Démographie
| 2001 | 2006 | 2011 | 2016 | 2021 |
| ---- | ---- | ---- | ---- | ---- |
| 0    | 32   | 0    | 0    | 10   |